# Leopoldo Galtieri
Leopoldo Fortunato Galtieri (ur. 15 lipca 1926 w Caseros, zm. 12 stycznia 2003 w Buenos Aires) – prezydent Argentyny w latach 1981–1982.

## Życiorys
Urodził się w Careos w prowincji Buenos Aires, w rodzinie włoskich imigrantów. W 1943 rozpoczął naukę w Akademii Wojskowej, a po jej ukończeniu pełnił służbę na różnych stanowiskach w armii argentyńskiej. W 1980 roku został jej naczelnym wodzem.
W 1979 wszedł w skład junty wojskowej, która w marcu 1976 przejęła władzę po obaleniu rządów prezydent Isabel Martinez de Perón. 22 grudnia 1981 stanął na czele rządu po ustąpieniu generała Roberto Violi, którego zmusił do odejścia zły stan zdrowia i niezadowolenie części armii. W tym okresie sytuacja gospodarcza Argentyny była zła. Inflacja osiągnęła niespotykane wcześniej rozmiary, gwałtownie malały też rezerwy finansowe państwa. Mimo brutalnych represji ze strony junty w kraju narastało niezadowolenie, a pod koniec marca 1982 doszło do antyrządowych zamieszek w Buenos Aires i wielu innych miastach. W tej sytuacji, 2 kwietnia 1982, Galtieri zdecydował się na przeprowadzenie ataku na Falklandy.
Działania Galtierego spotkały się z aprobatą argentyńskiego społeczeństwa. Argentyńczycy uważali te wyspy za część swojego kraju i domagali się od Wielkiej Brytanii ich zwrotu. Wojna miała na celu odbudowę autorytetu junty i zapewnienie jej szerszego poparcia w społeczeństwie. Początkowo wydawało się, że plan się powiedzie, jednak wojna o Falklandy zakończyła się klęską Argentyny, która musiała skapitulować.
Dwa dni po kapitulacji Galtieri ustąpił ze stanowiska prezydenta i naczelnego wodza, Nowym prezydentem został Reynaldo Bignone. Galtierego aresztowano i w 1983 postawiono przed sądem pod zarzutem nieudolności w prowadzeniu wojny. Postawiono mu też zarzuty łamania praw człowieka podczas rządów jego junty. W grudniu 1983 został uniewinniony. Ponownie oskarżono go w 1986 i tym razem skazano na dwanaście lat więzienia. Jednak w październiku 1989 został zwolniony w wyniku amnestii, którą ogłosił prezydent Carlos Saúl Menem.